# ژرژ ملی‌یس
ژرژ ملی‌یس (به فرانسوی: Georges Méliès) با نام کامل؛ ماری ژرژ ژان مِلی‌یِس (به فرانسوی: Marie-Georges-Jean Méliès) یک شعبده‌باز، بازیگر و نخستین کارگردان فرانسوی بود. او باعث ایجاد تحولات فنی و روایی متعددی در اولین روزهای سینما شد.
ملی‌یس نقش مهمی در ابداع و تکمیل برخی از نخستین نمونه‌های جلوه‌های ویژه داشت؛ نوردهی چندگانه، تصویربرداری زمان‌گریز، دیزالو و فیلم رنگی فیک (رنگ‌آمیزی دستی فریم‌به‌فریم فیلم‌ها) از تکنیک‌هایی بودند که ملی‌یس در فیلم‌هایش استفاده می‌کرد. او همچنین یکی از اولین فیلمسازانی بود که از استوری‌برد استفاده کرد.
به سبب توانایی غیرقابل انکار ملی‌یس در دستکاری کردن واقعیت در فیلم‌هایش او را نخستین جادوگر سینما دانسته‌اند.
دو فیلم بسیار مشهور او عبارتند از سفر به ماه (۱۹۰۲) و سفر غیرممکن (۱۹۰۴). این آثار بر محور سفرهای فضایی عجیب و سورئال، با الهام و اقتباس از آثار ژول ورن می‌باشند. این دو اثر اگرچه در زمره مهم‌ترین فیلم‌های علمی- تخیلی اولیه به‌شمار می‌روند، اما در حقیقت رویکرد آن‌ها به ژانر فانتزی نزدیک‌تر است.

## کودکی، نوجوانی و تحصیلات

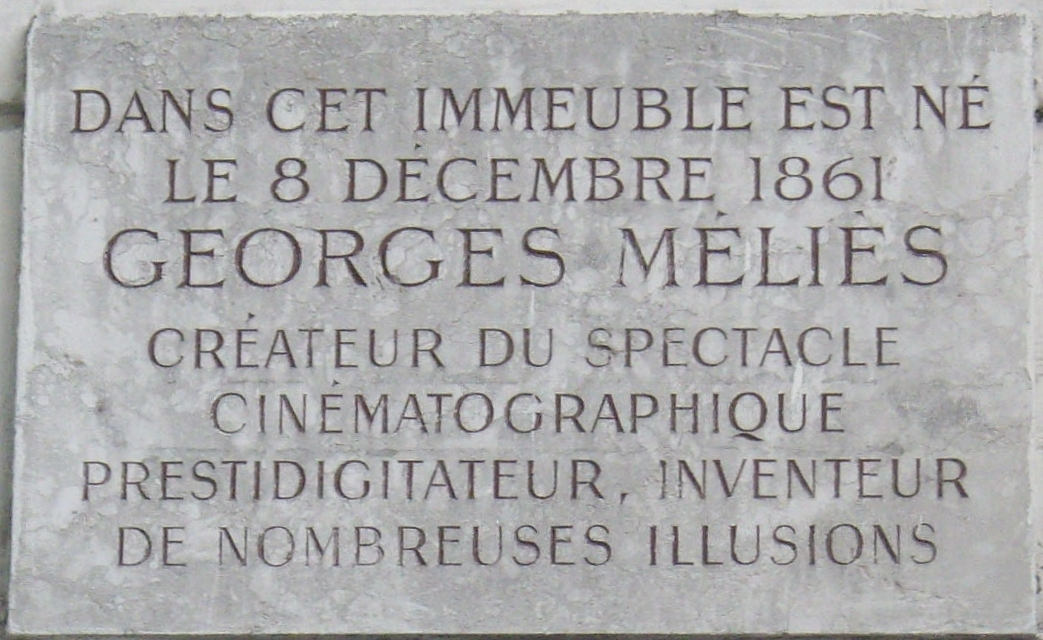
پلاک معرف محل تولد ژرژ ملی‌یس

ماری- ژرژ-ژان ملی‌یس در هشتم دسامبر سال ۱۸۶۱ در پاریس متولد شد. پدرش ژان لویی استانیسلاس ملی‌یس نام داشت و نام مادر هلندیش یوهانا کاترین شوئرینگ بود. ژان لویی استانیسلاس در۱۸۴۳ به عنوان یک کارگر کفاش ماهر به پاریس مهاجرت کرد. او به هنگام کار در یک کارگاه چکمه سازی با یوهانا کاترین آشنا شد. پدر یوهانا کاترین سابقاً چکمه دوز رسمی خانواده سلطنتی هلند بود، اما کسب و سرمایه اش را در یک آتش‌سوزی از دست داده بود. یوهانا کاترین در تحصیلات ژان لویی استانیسلاس کمک حال بود. این دو نهایتاً ازدواج کردند و به همراه یکدیگر کارگاه چکمه سازی معتبری در بلوار سن مارتین افتتاح کردند. هنگامی که ماری ژرژ ژان، سومین پسرشان متولد شد، خانواده ملی‌یس ثروتمند شده بودند.
ژرژ ملی‌یس تحصیلاتش را در مدرسه میشلت آغاز کرد. این مدرسه طی بمبارانی در زمان جنگ بین فرانسه و پروس ویران شد. مدرسه بعدی لویی له گران نام داشت. ملی‌یس در خاطراتش بر این دوره تحصیلات آکادمیک تأکید فراوان دارد تا در مقابل این اتهام که در زمانه او فیلمسازان افراد کم سوادی بودند که توان تولید اثر هنری را ندارند، بایستد. هر چند که ملی‌یس خود آگاه بود که ذات خلاق او قادر بود روشنفکران معاصرش را پشت سر بگذارد.
ژرژ کوچک که اغلب به خاطر اینکه کتاب و دفترهایش را غرق نقاشی می‌کرد از سوی معلمینش تنبیه می‌شد، در ده سالگی، با مقوا عروسک خیمه شب بازی می‌ساخت. در سال‌های نوجوانی دست ساخته‌های او به تدریج پیچیده‌تر می‌شدند. او پس از دریافت مدرک لیسانس در سال ۱۸۸۰ مدرسه را ترک کرد.

## صحنه
پس از فارغ‌التحصیلی، ملی‌یس به کسب و کار خانوادگی شان در تولید و فروش چکمه پیوست. در این دوران بود که او خیاطی آموخت. پس از سه سال خدمت نظام وظیفه، پدرش او را به لندن فرستاد تا در فروشگاه یکی از دوستان خانوادگی کار کند. در لندن بود که او رفت‌وآمد به تماشاخانه شعبده باز مشهور لندنی جان نِویل ماسکلین به نام تالار مصری را آغاز کرد. شوق او به اجرای شعبده بازی از این تماشاخانه آغاز شد و تا پایان عمر با او ماند.

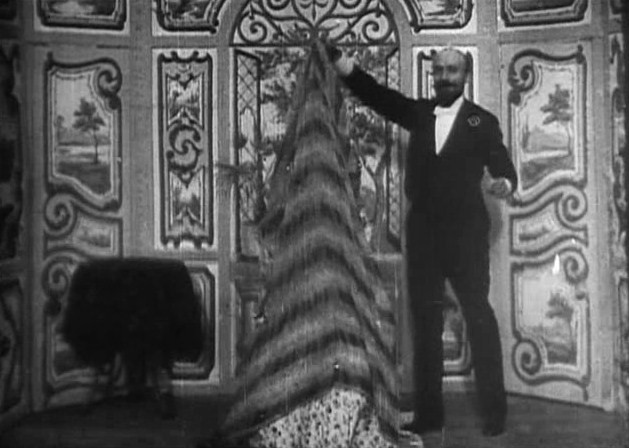
ملی‌یس، روی صحنه در تماشاخانه روبرت هودین (استار فیلم ۸۰, ۱۸۹۶)

در سال ۱۸۸۵ ملی‌یس با آرزوی جدیدی در سر به پاریس بازگشت. او می‌خواست در دانشسرای عالی ملی هنرهای زیبای پاریس نقاشی بخواند. پدر هزینه تحصیل او را تقبل نکرد و به این جهت او در کارگاه خانوادگی سرپرست ماشین آلات شد. در همان سال او با اوژنی گنین که جهیزیه قابل توجهی داشت، ازدواج کرد. این زوج صاحب دو فرزند شدند: ژرژت متولد ۱۸۸۸ و آندره متولد ۱۹۰۱.
همزمان با کسب و کار خانوادگی، ملی‌یس علاقه اش به شعبده بازی را نیز پی گرفت. او به تماشای تردستی‌هایی می‌رفت که در تماشاخانه روبرت هودین توسط شعبده باز بزرگ ژان اوژن روبرت هودین اجرا می‌شد. در همین زمان او به‌طور جدی شروع به یادگیری تردستی کرد و به زودی اولین اجراهای عمومیش را به روی صحنه برد.
در سال ۱۸۸۸، پدر ملی‌یس خود را بازنشسته کرد، ژرژ سهم خود از کسب و کار را به برادرانش فروخت و با سرمایه حاصل و جهیزیه همسرش، تماشاخانه روبرت هودین را خرید. او تماشاخانه را با ابزار نورپردازی، دریچه‌های مخفی و چندین اتوماتون تجهیز کرد. با این وجود بسیاری از تردستی‌هایی که امکان اجرایشان در این تماشاخانه پیشرفته وجود داشت، تکراری و قدیمی بودند. تماشاخانه ملی‌یس، مراجعان اندکی داشت.
طی نُه سال آینده، ملی‌یس شخصاً سی تردستی جدید ابداع کرد و بر اساس آنچه در لندن تجربه کرده بود، بر مایه‌های کمدی و درام اجراهایش افزود. نتیجه افزایش قابل توجه تعداد تماشاچیان بود. یکی از محبوب‌ترین برنامه‌ها گردن زدن مرد سرکش نام داشت. طی این برنامه سر مردی به هنگام سخنرانی قطع می‌شد. سر بریده کماکان سخن می‌گفت تا زمانی که دوباره به بدنش ملحق شود.
زمانی که ملی‌یس تماشاخانه روبرت هودین را خریداری کرد، تعدادی از کارکنان پشت صحنه و همچنین گروهی از نقش آفرینان تماشاخانه به همکاری با مجموعه ادامه دادند. ژان د آلسی، از جمله این نقش آفرینان بود. او معشوقه ملی‌یس و بعدتر همسر دوم او شد. همزمان با اداره تماشاخانه، ملی‌یس برای نشریه‌ای به سردبیری پسر عمویش کارتون‌های سیاسی می‌کشید.
ملی‌یس به تدریج عمده وقت خود را معطوف به پشت صحنه کرد. او طراح تردستی‌ها، کارگردان و طراح صحنه و لباس بود. با رشد محبوبیت تماشاخانه ملی‌یس موفق شد شعبده بازان بزرگی را برای اجرای نمایش دعوت کند. علاوه بر این او با نمایش جلوه‌هایی از برف و صاعقه، سایه بازی، نمایش‌های پریان و اتوماتون‌ها بر تنوع اجراهای سالنش افزود.

## سال‌های آغازین فیلمسازی

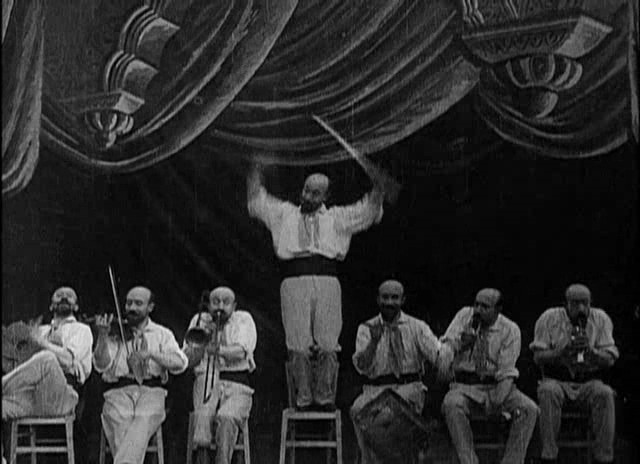
صحنه‌ای از ارکست تک‌نفره

بین سال‌های ۱۸۹۶ تا ۱۹۱۳، ملی‌یس ۵۳۱ فیلم ساخت. طول این فیلم‌ها از یک تا چهل دقیقه متغیر بود. موضوع این فیلم‌ها به تردستی‌های ملی‌یس شباهت داشت: حقه‌های مختلفی به نمایش درمی‌آمد، چیزهایی غیب و چیزهای دیگری بزرگ و کوچک می‌شدند. این فیلم‌های اولیه که وقف نمایش جلوه‌های ویژه شده بودند عملاً فاقد پی‌رنگ داستانی بودند. جلوه‌های ویژه در این فیلم برای نمایش آنچه فیلمساز قادر به انجامشان بود اجرا می‌شدند و نه برای غنی تر کردن داستان فیلم. فیلم‌های اولیه ملی‌یس به کلی با هدف به نمایش درآوردن جلوه‌های ویژه جدید ساخته می‌شدند. برای مثال پس از آزمودن تکنیک نوردهی چندگانه او ارکست تک‌نفره را ساخت. در این فیلم او در حال نواختن هفت ساز مختلف به صورت همزمان دیده می‌شود. بعدتر در سال ۱۹۲۱ باستر کیتون در فیلم تماشاخانه از همین حقه در سطح بسیار پیشرفته تری بهره برد. این فیلم ۲۲ دقیقه‌ای به خاطر سکانس آغازینش معروف است که طی آن کیتون همزمان در نقش چند کاراکتر در یک نمایش ظاهر می‌شود.
در ۲۸ دسامبر ۱۸۹۵، ملی‌یس شاهد واقعه‌ای عظیم بود: در آن روز فیلم‌های چند ثانیه‌ای برادران لومیر برای نخستین بار در گران کافه برای عموم به نمایش گذاشته شد. او بلافاصله به برادران لومیر پیشنهاد داد که در ازای ده هزار فرانک یکی از دوربین‌هایشان را بخرد. این پیشنهاد رد شد. لومیرها پیشنهادهای بالاتری را از موزه گِرِوین و تماشاخانه فولی برژه نیز رد کردند.
ملی‌یس به لندن رفت و از رابرت و. پال چند حلقه فیلم و پروژکتور آپارات خرید. تا آوریل ۱۸۹۶، نمایش فیلم بخش جدانشدنی برنامه‌های تماشاخانه او شده بود. ملی‌یس با مطالعه آپارات تلاش کرد تا شخصاً یک دوربین فیلم‌برداری بسازد. او با بهره‌گیری از کمک دو مکانیک به نام‌های رلوز و کورستن و با استفاده از قطعات چند اتوماتون و قطعاتی از تجهیزات جلوه‌های ویژه موفق شد دوربینی بسازد که کار می‌کرد. اما در آن زمان و در پاریس هنوز امکان دسترسی به فیلم خام و لابراتوار ظهور فیلم برای ملی‌یس فراهم نبود. ملی‌یس از لندن فیلم خرید و با آزمون و خطای فراوان در نهایت توانست شخصاً فیلم‌ها را ظاهر کند. در سپتامبر ۱۸۹۶، گروه سه نفره ملی‌یس کینتوگراف روبرت هودین را به نمایش گذاشتند. این دوربین و پروژکتور آهن پوش به قدری پر سر و صدا بود که خود ملی‌یس به آن آسیاب یا مسلسل می‌گفت! تا سال ۱۸۹۷ رشد تکنولوژی موجب شد دوربین‌های بهتر و کارآمدتری وارد بازار شوند. ملی‌یس دوربین دست ساخت خود را کنار گذاشت و چند دوربین بهتر ساخت لومیر، پَته فرر و گومون خرید.

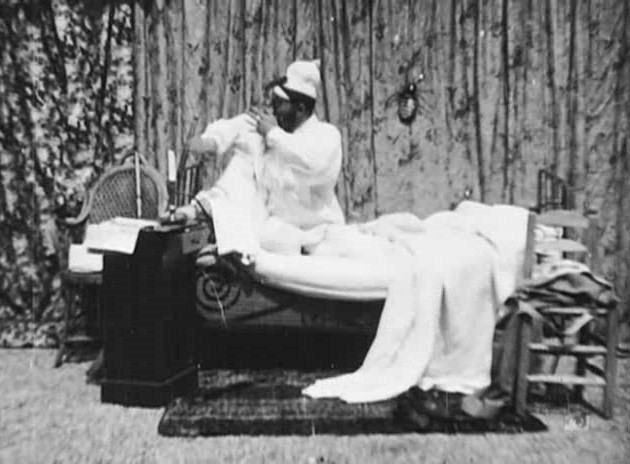
ملی‌یس، یک شب وحشتناک (استار فیلم ۲۶، ۱۸۹۶)

ملی‌یس در می۱۸۹۶، نخستین فیلم‌هایش را ساخت و آن‌ها را تا اوت همان سال در سالن خودش به نمایش گذاشت. تا پایان ۱۸۹۶، ملی‌یس به همراهی رلوز کمپانی استار فیلم را راه‌اندازی کرد. کورستن نیز فیلمبردار ارشد کمپانی بود. بخش بزرگی از فیلم‌های اولیه ملی‌یس کپی برداری و بازسازی فیلم‌های برادران لومیر بود. هدف از این کار رقابت با لومیرها برای به دست آوردن تماشاچی بیشتر بود؛ برادران لومیر در گران کافه روزانه بیش از دو هزار تماشاچی داشتند. ورق بازی اولین فیلم ملی‌یس از همین دسته‌است. دسته دیگری از کارهای اولیه ملی‌یس منعکس‌کننده مهارت او در خلق صحنه‌های تئاتری باشکوه بود. یک شب وحشتناک که بیست و ششمین فیلم کمپانی او بود در این دسته جای می‌گیرد. در این فیلم یک ساس عظیم‌الجثه به مهمان یک هتل حمله می‌کند.
برادران لومیر و ملی‌یس به زودی راه خود را در فیلمسازی ار هم جدا کردند. برادران لومیر ابداع خود را دستاورد بزرگی در زمینه علوم و تاریخ می‌دانستند و به زودی فیلمبرداران فراوانی را به سراسر دنیا فرستاند تا زندگی نژادهای گوناگون را مستند کنند. حال آنکه کمپانی ملی‌یس مخاطبان خود را از میان تماشاچیان علاقه‌مند به برنامه‌های رایج در سیرکها و کاباره‌ها برگزیده بود. مخاطبان او مشتری تعبیر شخصی ملی‌یس از شعبده و تردستی بودند: هنر. در این فیلم‌ها عمده توجه ملی‌یس معطوف به ابداع و پروراندن جلوه‌های ویژه بود. طبق خاطرات ملی‌یس، روزی دوربین ملی‌یس به هنگام ضبط، فیلم را جمع کرد پس از ادامه فیلم‌برداری، فیلمی به دست آمد که در آن اتوبوسی به یک نعش کش و مردهایی به زن تبدیل می‌شدند. این شگرد جابه جایی، استاپ تریک نام گرفت. پیشتر توماس ادیسون در قطعه فیلمی هیجده ثانیه‌ای با عنوان اعدام ماری استوارت از همین تکنیک استفاده کرده بود. هر چند ملی‌یس جداگانه به تکنیک مشابه دست یافته بود. ملی‌یس از این تکنیک در فیلمی با حضور ژان د آلسی، استفاده کرد تا حقه قدیمی ناپدید کردن افراد را در سطحی نو و در یک فیلم نمایش دهد.

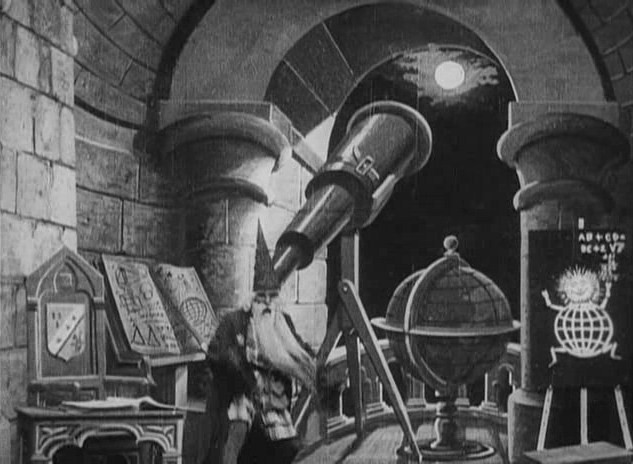
ملی‌یس، رؤیای ستاره‌شناس (استار فیلم ۱۶۰–۱۶۲، ۱۸۹۸)

در سپتامبر ۱۸۹۶، ملی‌یس در املاک خود در واقع در مونتروی در حومه پاریس، استودیویی ساخت. ساختمان اصلی استودیو که بر اساس ابعاد تماشاخانه روبرت هودین طراحی شده بود با دیوارها و سقفی از شیشه ساخته شد. در کنار آن تأسیساتی برای تعویض لباس و انبار لوازم صحنه وجود داشت. ملی‌یس خود این استودیو را حاصل تجمیع کارگاه عکاسی و صحنه تئاتر می‌دانست.
طی سال‌هایی که ملی‌یس در فیلمسازی پیش رو داشت، وقتش را بین مونتروی و تماشاخانه تقسیم می‌کرد. او هفت صبح به استودیو می‌رفت تا ده ساعت را به ساخت صحنه و لوازم آن بپردازد. ساعت پنج عصر او به سمت پاریس حرکت می‌کرد و از ساعت شش در تئاتر حاضر می‌شد. ساعت هشت شب او در برای اجرا آماده می‌شد. او شب را در مونتروی می‌گذراند. ملی‌یس، جمعه‌ها و شنبه‌ها را به ضبط صحنه‌هایی می‌گذراند که طی هفته تدارک دیده بود. یکشنبه‌ها و سایر روزهای تعطیل او یک برنامه عصرانه در تئاتر داشت؛ شامل اکران سه فیلم و یک اجرا که تا یازده و نیم شب طول می‌کشید.

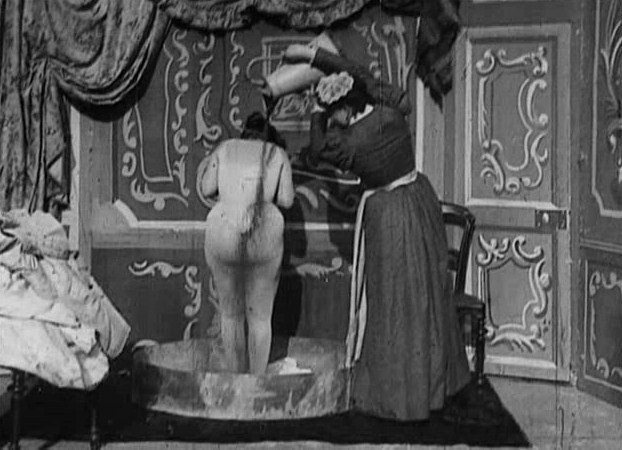
ملی‌یس، بعد از رقص (استار فیلم ۱۲۸, ۱۸۹۷)

ملی‌یس در ۱۸۹۶ هفتاد و هشت فیلم و در ۱۸۹۷ پنجاه و سه فیلم ساخت. در این دو سال او تمام گونه‌هایی که طی دوران حرفه ایش در قالب آن‌ها فیلم ساخت را امتحان کرده بود. این گونه‌ها شامل مستندهایی به سبک برادران لومیر، کمدی، بازسازی وقایع تاریخی، درام، شعبده بازی و داستان‌های پریان می‌شد. این مورد آخر به سبک ویژه ملی‌یس تبدیل شد. کمپانی استار فیلم نظیر برادران لومیر و کمپانی پَته فرر فیلم‌های پورنوگرافیک هم تولید می‌کرد. پیپینگ تام در ساحل و بعد از رقص از این دسته فیلم‌ها محسوب می‌شوند. در بعد از رقص تنها نمونه‌ای که تا کنون باقی مانده، ژان د آلسی لباس‌هایش را درمی‌آورد و در حالی که ظاهراً برهنه‌است با کمک خدمتکارش حمام می‌کند. او در واقع یک سرهمی چسبان به رنگ پوست پوشیده بود. بین سال‌های ۱۸۹۶ و ۱۹۰۰، ملی‌یس ده فیلم تبلیغاتی برای محصولاتی نظیر، ویسکی، شکلات و غلات صبحانه ساخت. در سپتامبر ۱۸۹۷، ملی‌یس تصمیم گرفته بود روبرت هودین را به یک سالن سینما تبدیل کند، به این معنا که شعبده بازی‌های کمتری اجرا شود تا امکان پخش فیلم هر شب فراهم باشد. اما تا پایان این سال نمایش فیلم تنها محدود به یک شب در هفته بود.
در ۱۸۹۸، تعداد فیلم‌های تولیدی ملی‌یس به سی فیلم کاهش یافت اما این فیلم‌ها پیچیده‌تر و بلند پروازانه تر بودند. بازسازی واقعه غرق شدن کشتی یو اس اس مِین، نمایش حقه معروف جعبه، و رؤیای ستاره‌شناس محصول همین سال هستند. در فیلم رؤیای ستاره‌شناس، ملی‌یس نقش ستاره‌شناسی را بازی می‌کند که ماه سبب دگرگونی کارگاهش شده‌است، ماه سبب می‌شود شیاطین و فرشتگان به ملاقات ستاره‌شناس بیایند. در همین سال او اولین هجویه مذهبیش را نیز ساخت. در فیلم هفتاد ثانیه‌ای وسوسه آنتونی بزرگ عیسی بر صلیب به زنی اغواگر با بازی ژان د آلسی تبدیل می‌شود تا آنتونیوی کبیر را گمراه کند. او به ابداعاتش در زمینه جلوه‌های ویژه ادامه داد. او نوار یک فیلم ضبط شده به صورت دستی و از پایان به آغاز در دوربین حرکت داد تا در شام با دردسر، یک برداشت معکوس را اجرا کند. او انطباق تصویر را نیز تجربه کرد در غار شیاطین او از بازیگرانش در مقابل یک پرده سیاه فیلم گرفت و سپس همین فیلم را دوباره در دوربین قرار داد تا از محیط فیلم بگیرد. نتیجه ارواح شفافی بودند که غاری را به تصرف خود درمی‌آوردند. در فیلم سه سر دردسر ساز، ملی‌یس سر خودش را سه بار جدا می‌کند و یک گروه همسرایی می‌سازد. محصول یا استاندارهای مدرن به شدت خام به نظر می‌رسد اما دستیابی به آن‌ها در آن زمان به شدت مشکل بود و به مهارت زیادی نیاز داشت.
در سال ۱۸۹۹ ملی‌یس تجربه کردن جلوه‌های ویژه جدید را ادامه داد، برای مثال در فیلم سرقت مقبره کلئوپاترا که از اولین نمونه‌های سینمای وحشت محسوب می‌شود. این فیلم بازسازی تاریخی داستان کلئوپاترا ملکه مصر نیست بلکه تصویرگر رستاخیز مومیایی او در روزگار فیلم بود. تا سال ۲۰۰۵ تصور می‌شد که هیچ نسخه‌ای از این فیلم باقی نمانده‌است. اما در این سال نسخه‌ای از فیلم در پاریس کشف شد. ملی‌یس در آن سال شده دو تا از پروازانه‌ترین و شناخته شده‌ترین فیلم‌های بلند خود را ساخت. او در تابستان این فیلم بازسازی ماجرای دریفوس، را ساخت. داستان فیلم بر اساس ماجرای اتهام دروغ و خیانت سروان آلفرد دریفوس یک یهودی فرانسوی پرورانده شده بود. ماجرای دریفوس در زمان خود سر و صدای زیادی به پا کرده و در عمل مردم را به دو گروه موافقان و مخالفانسروان دریفوس تقسیم کرده بود. بخش پایانی فیلم که بازگشت سروان را به زندان نشان می‌دهد در نهایت سانسور شد.
بعدتر ملی‌یس داستان سیندرلا را در فیلم سیندرلا به‌سال ۱۸۹۹ ساخت. این فیلم هفت دقیقه‌ای در بیست صحنه و با حضور بیش از سی و پنج بازیگر ساخته شد. بازیگر سیندرلا بلووت برنون بود. این فیلم در سراسر اروپا و در ایالات متحده بسیار موفق بود. توزیع کنندگان فیلم آمریکایی مانند سیگموند لوبن بسیار مشتاق بودند که هم محصولات جدیدی برای جذب مخاطبان خود در اختیار داشته باشند و هم به نوعی با انحصار رو به رشد توماس ادیسون بر سینما مقابله کنند. موفقیت سیندرلا در آمریکا برای سال‌ها ادامه داشت. فیلسازان آمریکایی نظیر ادیسون این گونه موفقیت را خوش نداشتند به این جهت تلاش گسترده‌ای را برای محدود کردن پخش فیلم‌های ملی‌یس آغاز کردند اما به زودی نحوه کپی گرفتن از فیلم‌ها را آموختند. پس از این بود که ملی‌یس به همراه عده‌ای دیگر برای حمایت خود در بازارهای خارجی اتحادیه صنفی فیلمسازان را بنیان گذاشت. ملی‌یس تا سال ۱۹۱۲ رئیس اتحادیه بود. طی این سال‌ها مقر اتحادیه در سالن روبرت هودین بود. در همین سال‌ها موفقیت‌های اقتصادی فیلم‌های ملییز امکان گسترش استودیوی مونتروی را فراهم کرد. حالا ملی‌یس قادر بود صحنه‌های بسیار پیچیده‌تر و باشکوه تری را بسازد و فضای بزرگتری را برای آرشیو رو به رشدش از از لباس‌ها و دیگر یادگاری‌های فیلم‌ها در نظر بگیرد.

## موفقیت‌های بین‌المللی
در سال ۱۹۰۰، ملی‌یس سی فیلم ساخت از جمله فیلم سیزده دقیقه‌ای ژان دارک با بازی بلووت برنون. ارکست تک‌نفره نیز در همین سال ساخته شد. فیلم مهم دیگر این سال رؤیای کریسمس بود، از نخستین نمونه‌هایی که در آن برای به تصویر کشیدن صحنه میلاد مسیح از جلوه‌های ویژه استفاده شد. در ۱۹۰۱ ملی‌یس که بر قله موفقیت ایستاده فیلم‌های محبوب دیگری تولید کرد. برهمن و پروانه در همین سال تولید شد، در این فیلم ملی‌یس نقش برهمنی را بازی کرد که یک شفیره را به زن زیبای بالداری تبدیل می‌کند اما خود به شفیره مبدل می‌شود. دو داستان شنل قرمزی و ریش آبی از نویسنده و شاعر فرانسوی شارل پرو در همین سال به فیلم تبدیل شدند. در ریش آبی، ملی‌یس که با ژان د آلسی و بلووت برنون همبازی است در نقش ریش آبی قاتل ظاهر شد. فیلم جک و لوبیای سحرآمیز به کارگردانی ادوین اس پورتر، محصول کمپانی فیلمسازی توماس ادیسون نمونه ناموفقی از کپی برداری از جلوه‌های ویژه در فیلم‌های ملی‌یس، به ویژه ریش آبی بود.
اتوبوسی با دیوانه‌های سیاه و سفید محصول دیگری از ملی‌یس در همان سال بود. در سال ۱۹۰۲ ملی‌یس از حرکت دوربین استفاده کرد تا توهم تغییر اندازه هنرپیشه را به وجود بیاورد. شیطان و مجسمه اولین فیلمی بود که از این حقه در آن استفاده شد. در این فیلم ملی‌یس در نقش شیطان ظاهر می‌شود. او به اندازه غولی بزرگ در می‌آید که ژولیت ویلیام شکسپیر را بترساند. اما ظهور مریم مقدس باعث می‌شود که شیطان کوچک و کوچکتر شود. با استفاده از همین حقه بود که ملی‌یس، در فیلم سه دقیقه‌ای مردی با سر لاستیکی در نقش دانشمندی بازی کرد که سر خودش را چندین برابر بزرگ می‌کند. این شگرد در کنار هر آنچه که ملی‌یس طی سال‌های گذشته خلق و تجربه کرده بود، بعدتر در همان سال در محبوب‌ترین و مشهورترین فیلم او به کار رفت.
در ماه مه سال ۱۹۰۲ ملی‌یس معروف‌ترین فیلم خود، سفر به ماه را ساخت. این فیلم شامل صحنه مشهور برخورد است یک سفینه فضایی به چشم مرد روی ماه است. فیلم برداشت آزادانه‌ای از رمانهای زمین تا ماه اثر ژول ورن و اولین انسان در ماه نوشته اچ. جی. ولز بود. در این فیلم ملی‌یس در نقش پروفسور سرپرست سفر به ماه ظاهر می‌شود. پروفسور در آزمایشگاه خود یک وسیله نقلیه فضایی به شکل یک موشک بزرگ ساخته بود، او از این وسیله برای فرستادن شش مرد به ماه استفاده می‌کند. سفینه از توپ بزرگی شلیک می‌شود و به چشم مرد روی ماه می‌خورد. شش فضانورد به اکتشاف سطح ماه می‌پردازند تا زمانی که به خواب می‌روند. درحالی‌که آن‌ها خواب می‌بینند، صور فلکی در اطراف آن‌ها می‌رقصند و گروهی از انسان‌های اهل ماه، با بازی آکروبات‌های فولی برژه به آن‌ها حمله می‌کنند. فضانوردان تا سفینه‌شان تعقیب می‌شوند و بعد به نحوی از ماه به زمین سقوط می‌کنند و در اقیانوس فرود می‌آیند. سرانجام این شش نفر به آزمایشگاه خود بازمی‌گردند و توسط طرفدارانشان ستایش می‌شوند. این فیلم چهارده دقیقه‌ای تا آن زمان طولانی‌ترین فیلم ملی‌یس بود و ۱۰٬۰۰۰ فرانک هزینه تولید دربرداشت. این فیلم در فرانسه و در سراسر جهان به موفقیت عظیمی رسید. ملی‌یس فیلم را در هر دو نسخه سیاه و سفید و رنگی فروخت. با این فیلم ملی‌یس در آمریکا مشهور شد. پس از آن بود که تولیدکنندگانی مانند توماس ادیسون و سیگموند لوبنو کارل لامل با کپی‌های غیرقانونی این فیلم پول زیادی به دست آوردند. پس از این سرقت آشکار ملی‌یس دست به نأسیس نمایندگی کمپانی استار فیلم به در نیویورک زد. گاستون برادر ملی‌یس که به صنعت فیلم پیوسته بود مسئول دفتر نیویورک شد. او در سال ۱۹۰۲ به نیویورک سفر کرد، در آنجا او از حجم سوئ استفاده از حقوق کمپانی در آمریکا آگاه شد. از جمله اینکه کمپانی بایوگراف حق امتیاز فیلم ملی‌یس را به چارلز اربن فروخته بود. منشور دفتر نیویورک این بود: "با افتتاح این دفتر در نیویورک ما آماده، مصمم و با انرژی به دنبال جاعلان و دزدان هستیم. دو بار یک حرف را نمی‌زنیم، عمل خواهیم کرد!"

## پایان فیلمسازی و افول

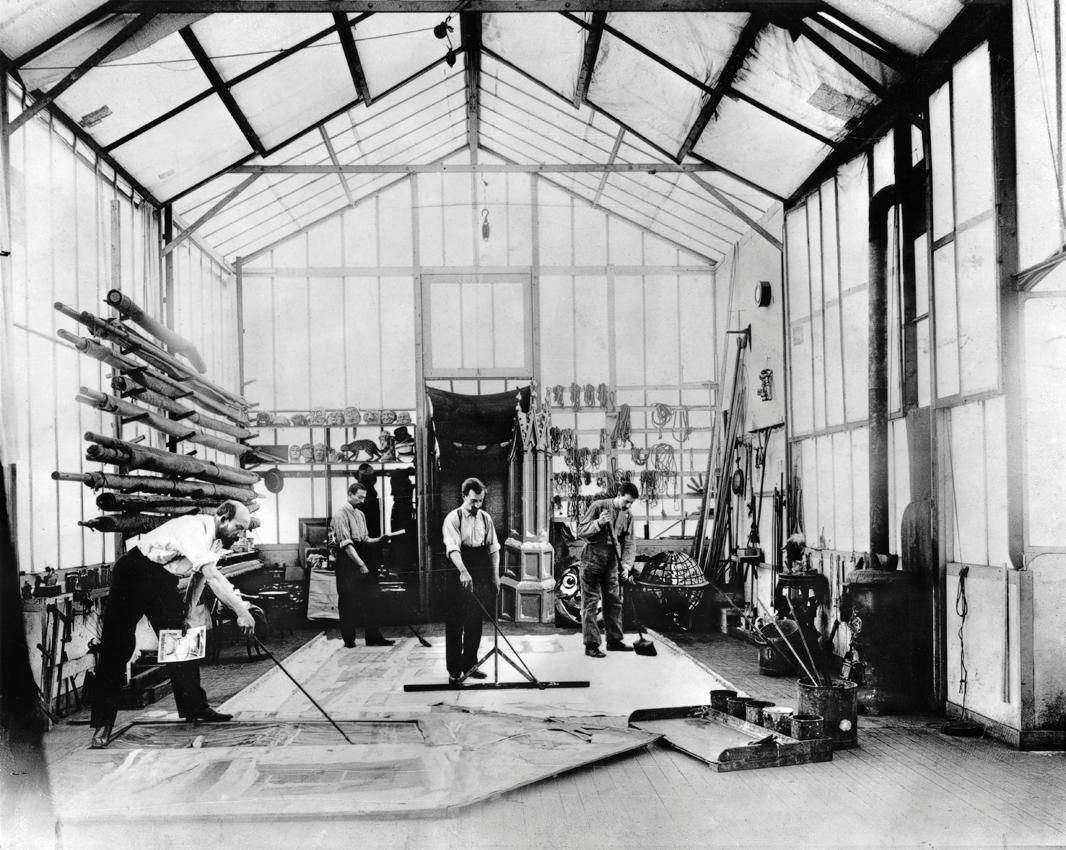
ملی‌یس در استودیوی خودش در مونتروی

در سال ۱۹۰۷، ملی‌یس سه تردستی جدید برای نمایش در صحنه آفرید و آنها را در تئاتر روبرت هودین اجرا کرد، در حالی که به تولید یک جریان ثابت از فیلم‌ها، از جمله زیر دریا، و نسخه کوتاهی از هملت شکسپیر ادامه داد. با این حال، منتقدان سینما مانند ژان میتری، ژرژ سادول و دیگران اعلام کرده‌اند که آثار ملی‌یس شروع به افول کرده و به قول میریام روزن، محقق سینما، «از یک سو به‌دنبال تکرار فرمول‌های قدیمی و از سوی دیگر در تقلیدی آشفته از روش‌های جدید است.»
در سال ۱۹۰۸، توماس ادیسون، شرکت ثبت اختراعات متحرک را به‌عنوان راهی برای کنترل صنعت فیلم در ایالات متحده و اروپا ایجاد کرد. شرکت‌هایی که به کنگلومرا ملحق شدند عبارتند از ادیسون، بایوگراف، ویتاگراف، اسنای، سلیگ، لوبین، کالم، پاته آمریکایی و شرکت استار فیلم ملی‌یس، همراه با ادیسون که به‌عنوان رئیس مجموعه فعالیت می‌کرد. شرکت استار فیلم موظف بود هر هفته هزار فوت فیلم به MPPC عرضه کند و ملی‌یس در آن سال، ۵۸ فیلم در راستای اجرای تعهدش ساخت. گاستون ملی‌یس استودیوی خود را در شیکاگو تأسیس کرد، شرکت تولیدی ملی‌یس، به برادرش کمک کرد تا به تعهداتش در قبال ادیسون عمل کند، اگرچه گاستون در سال ۱۹۰۸ هیچ فیلمی تولید نکرد. در آن سال، ملی‌یس یکی از جاه‌طلبانه‌ترین فیلم‌های خود را ساخت: انسانیت در دوران مختلف. این فیلم بدبینانه تاریخ انسان‌ها را از هابیل و قابیل تا کنوانسیون صلح لاهه در سال ۱۹۰۷ بازگو می‌کند. این فیلم ناموفق بود، اما ملی‌یس در طول زندگی خود به این فیلم افتخار می‌کرد.
در اوایل سال ۱۹۰۹، ملی‌یس ریاست «کنگره بین‌المللی ویراستاران فیلم» در پاریس را بر عهده داشت. کنگره اروپا از ۲ تا ۴ فوریه ۱۹۰۹ تحت ریاست ملی‌یس، برگزار شد. ملی‌یس در خاطرات خود می‌گوید، که این کنگره دومین کنگره پس از ۱۹۰۸ بوده‌است. در سال ۱۹۰۹، کنگره تصمیمات مهمی در مورد اجاره فیلم و اتخاذ یک نوع پرفراژ فیلم اتخاذ کرد تا ادیسون و MPPC را خنثی کند. ملی‌یس، مانند دیگران از انحصاری که ادیسون ایجاد کرده بود ناراضی بود و می‌خواست با آن مقابله کند. اعضای کنگره موافقت کردند که دیگر فیلم‌ها را نفروشند، بلکه آنها را برای دوره‌های چهارماهه فقط به اعضای سازمان خودشان اجاره دهند و برای همه فیلم‌ها یک شماره استاندارد پرفوراسیون فیلم در نظر بگیرند. ملی‌یس از دومین شرط از سه شرط ناراضی بود، زیرا مشتریان اصلی او صاحبان نمایشگاه‌ها و سالن‌های موسیقی بودند. یک مجله تجارت نمایشگاهی به نقل از ملی‌یس گفت: «من یک شرکت نیستم، من یک تولیدکننده مستقل هستم.» ملی‌یس در پاییز ۱۹۰۹ فیلمسازی را از سر گرفت و ۹ فیلم را تولید کرد، از جمله توهمات غریب، که در آنها جلوه‌ای جادویی روی صحنه ارائه می‌دهد. در همان زمان، گاستون ملی‌یس، شرکت تولیدی ملی‌یس را به فورت لی، نیوجرسی منتقل کرده بود. گاستون در سال ۱۹۱۰ استودیوی استار فیلم رنچ را در سن آنتونیو، تگزاس تأسیس کرد و در آنجا شروع به تولید فیلم‌های وسترن کرد. در سال ۱۹۱۱، گاستون شعبه خود از استار فیلم را به آمریکن وایلدوست پروداکشن تغییر نام داد و یک استودیو در جنوب کالیفرنیا افتتاح کرد. او بین سال‌های ۱۹۱۰ و ۱۹۱۲ بیش از ۱۳۰ فیلم تولید کرد و منبع اصلی برای انجام تعهدات استار فیلم به شرکت توماس ادیسون بود. بین سال‌های ۱۹۱۰ و ۱۹۱۲، ژرژ ملی‌یس فیلم‌های بسیار کمی تولید کرد.
در سال ۱۹۱۰، ملی‌یس به‌طور موقت ساخت فیلم را متوقف کرد زیرا ترجیح داد یک نمایش جادویی بزرگ Les Fantômes du Nil ایجاد کند و به یک تور بسیار گسترده در اروپا و شمال آفریقا رفت. اواخر همان سال، استار فیلم قراردادی را با شرکت فیلم گومون امضا کرد تا همه فیلم‌هایش را توزیع کند. اما در پاییز ۱۹۱۰، ملی‌یس با چارلز پاته قراردادی بست که در نهایت کارنامه سینمایی او را نابود کرد. ملی‌یس مقدار زیادی پول برای تولید فیلم پذیرفت و در عوض پاته فررز حق ویرایش این فیلم‌ها را توزیع و برای خود محفوظ می‌داشت. پاته همچنین سند را به خانه ملی‌یس و استودیوی او در مونتروی به‌عنوان بخشی از معامله نگه داشت. ملی‌یس بلافاصله شروع به تولید فیلم‌های مفصل‌تری کرد و دو فیلمی که در سال ۱۹۱۱ تولید کرد، رؤیای بارون مونچاوزن و پنجره کلیسای شیطانی بودند. این دو فیلم مانند فیلم‌هایی بود که به سرزمین پریان معروف بودند و فقط یک دهه پیش میان مردم جذابیت داشتند، علیرغم هزینه زیاد، هر دو فیلم از نظر مالی شکست خوردند.

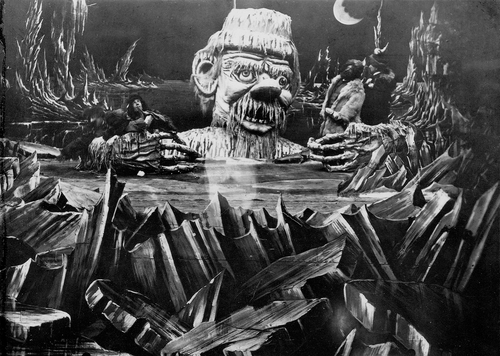
صحنه‌ای از فیلم تسخیر قطب (۱۹۱۲)

در سال ۱۹۱۲، ملی‌یس به ساختن فیلم‌های جاه‌طلبانه ادامه داد، که مهم‌ترین آن‌ها فیلم «تسخیر قطب» بود. اگرچه این فیلم از رویدادهای معاصری مانند سفر رابرت پری به قطب شمال در سال ۱۹۰۹ و سفر اکتشافی رئال آمونسن به قطب جنوب در سال ۱۹۱۱ الهام گرفته شده‌است، اما این فیلم همچنین شامل عناصر خارق‌العاده‌ای مانند a griffith-headed aerobus و یک غول برفی است که دست‌هایش در ۱۲ مرحله اداره می‌شود. همچنین عناصری که یادآور ژول ورن و برخی از همان مضامین «سفر فوق‌العاده» مانند سفر به ماه و سفر غیرممکن است. متأسفانه تسخیر قطب سودی نداشت و پاته تصمیم گرفت از آن به بعد از حق خود برای ویرایش فیلم‌های ملی‌یس استفاده کند.
یکی از آخرین فیلم‌های ملی‌یس سیندرلا یا دمپایی شیشه‌ای بود، یک بازگویی پنجاه و چهار دقیقه‌ای از افسانه سیندرلا، که با لنزهای جدید فوکوس عمیق، در فضای باز به‌جای پس‌زمینه‌های نمایشی عکس‌برداری شد. پاته، رقیب دیرینه ملی‌یس، فردینان زکا را استخدام کرد تا فیلم را به ۳۳ دقیقه کاهش دهد، و این نیز سودآور نبود. پس از تجربیات مشابه با شوالیه برف‌ها و سفر خانواده بوریکون در اواخر سال ۱۹۱۳، ملی‌یس قرارداد خود را با پاته به هم زد.
در همین حال، گاستون ملی‌یس خانواده‌اش و یک گروه فیلم‌برداری متشکل از ۲۰ نفر را در تابستان ۱۹۱۲ به تاهیتی برده بود. بقیه آن سال و تا سال ۱۹۱۳، او در سراسر اقیانوس آرام جنوبی و آسیا سفر کرد و فیلم‌ها را به پسرش در نیویورک می‌فرستاد. این فیلم‌ها اغلب آسیب دیده یا غیرقابل استفاده بودند و گاستون دیگر قادر به انجام تعهدات استار فیلم در قبال شرکت توماس ادیسون نبود. گاستون ملی‌یس در پایان سفر خود ۵۰۰۰۰ دلار ضرر کرده بود و مجبور شد شعبه آمریکایی استار فیلم را به استودیو ویتاگراف بفروشد. گاستون سرانجام به اروپا بازگشت و در سال ۱۹۱۵ درگذشت. او و ژرژ ملی‌یس دیگر هرگز با یکدیگر صحبت نکردند.
وقتی ملی‌یس در سال ۱۹۱۳ قرارداد خود را با پاته به هم زد، چیزی نداشت که بدهی خود را به آن شرکت صاف کند. اگرچه توقف اعلام شده در آغاز جنگ جهانی اول در سال ۱۹۱۴ باعث شد که پاته نتواند خانه و استودیو مونتروی را تصاحب کند، ملی‌یس ورشکست شد و قادر به ادامه ساختن فیلم نبود. او در خاطراتش آنچه را که میریام روزن به عنوان «ناتوانی خود در انطباق با سیستم اجاره» با پاته و سایر شرکت‌ها توصیف می‌کند، تصمیمات مالی ضعیف برادرش گاستون، و ترس‌های جنگ جهانی اول را از دلایل اصلی توقفش در ساخت فیلم می‌داند. بحران نهایی مرگ همسر اول ملی‌یس، اوژنی گنین، در می ۱۹۱۳ بود که او را تنها گذاشت تا پسر دوازده ساله‌شان، آندره را بزرگ کند. جنگ، تئاتر روبرت هودین را به مدت یک سال تعطیل کرد و ملی‌یس با دو فرزندش برای چند سال پاریس را ترک کرد.
در سال ۱۹۱۷، ارتش فرانسه ساختمان اصلی استودیو در ملک مونتروی او را به بیمارستانی برای سربازان مجروح تبدیل کرد. ملی‌یس و خانواده‌اش دومین مجموعه استودیویی را به صحنه تئاتر تبدیل کردند و تا سال ۱۹۲۳ بیش از ۲۴ بار در آنجا اجرا کردند. در طول جنگ، ارتش فرانسه بیش از ۴۰۰ چاپ اصلی استار فیلم را مصادره کرد و آنها را ذوب کرد تا نقره و سلولوئید را بازیابی کند، که ارتش از آنها برای ساختن پاشنه کفش استفاده می‌کرد.
در سال ۱۹۲۱، تئاتر روبرت هودین برای بازسازی بلوار اوسمان تخریب شد. در همان سال پاته سرانجام توانست استار فیلم و استودیو مونتروی را تصاحب کند. ملی‌یس با عصبانیت تمام نگاتیوهای فیلم‌هایش را که در استودیو مونتروی ذخیره کرده بود و همچنین بیشتر صحنه‌ها و لباس‌ها را سوزاند. در نتیجه بسیاری از فیلم‌های او امروزه وجود ندارند. با این وجود، بیش از ۲۰۰ فیلم ملی‌یس حفظ شده‌است و از دسامبر ۲۰۱۱ به صورت دی‌وی‌دی در دسترس بوده‌است.

## سال‌های پایانی و فوت

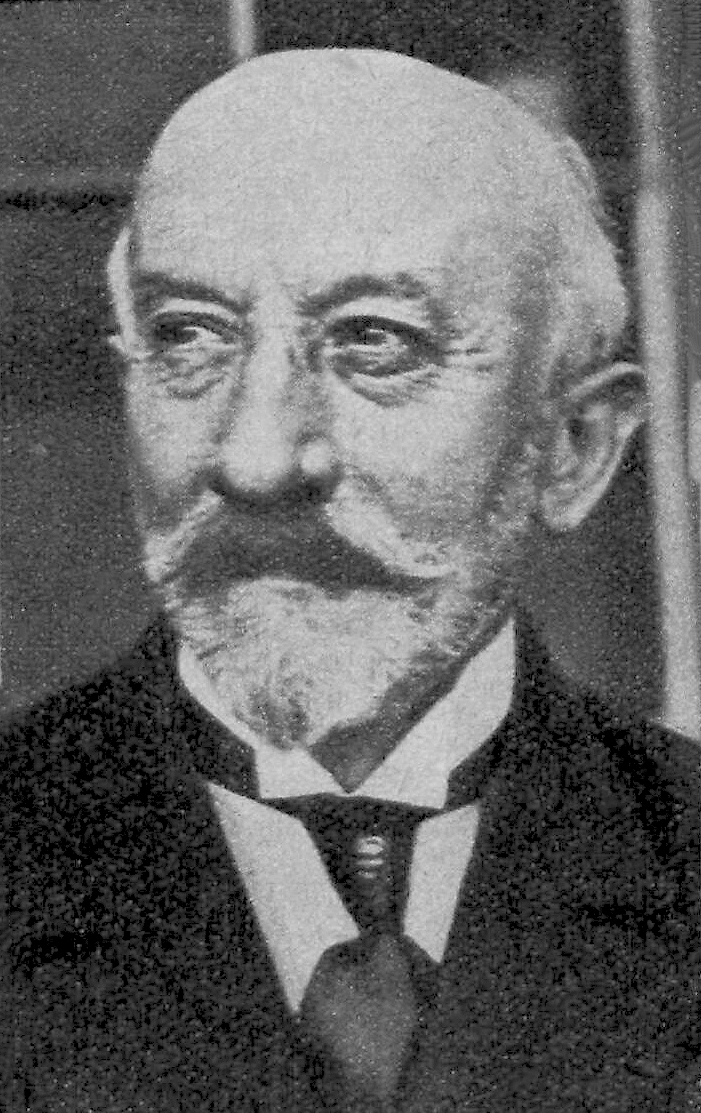
ژرژ ملی‌یس در سال ۱۹۳۸

در حدود سال‌های ۱۹۲۸، ژرژ ملی‌یس را در ایستگاه راه‌آهن واقع در موتپارناس یافتند درحالی‌که به فروش شیرینی و آبنبات و اسباب‌بازی اشتغال داشت. ملی‌یس در سال ۱۹۳۷ به دلیل بیماری سرطان بستری شد. دوستان و نزدیکان وفادار ملی‌یس نیازهای مالی و مادی وی و همسر و نوه کوچکش را تا آخرین لحظه عمرش در بیمارستان لئوپولدبلان تهیه کردند. او سرانجام در سال ۱۹۳۸ و در سن هفتاد و هفت سالگی در شهر پاریس رخت از جهان بربست.

## فیلم‌شناسی

### گزیده فیلم

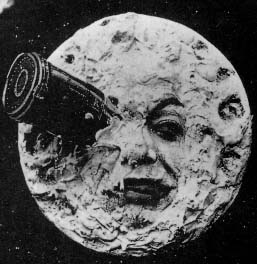
سفر به ماه، ملی‌یس

ملی‌یس صدها فیلم ساخت، لیست زیر شامل نام بعضی از این فیلم هاست:
- ورق‌های بازی (۱۸۹۶)
- احضار (۱۸۹۶)
- ورود یک قطار به ایستگاه ونسن (۱۸۹۶)
- خرمنکوب (۱۸۹۶)
- اردو (۱۸۹۶)
- نجات در رودخانه (۱۹۸۶) (گمشده)
- تردستی که ۱۰ کلاه را در ۶۰ ثانیه ظاهر می‌کند (۱۸۹۶) (گمشده)
- چکمه قدیمی (۱۸۹۶) (گمشده)
- طراح (مجموعه‌فیلم) (۱۸۹۶) (گمشده)
- رقص مارگون (۱۸۹۶) (گمشده)
- خانم دو وره (رقص انگلیسی) (۱۸۹۶)
- آبیاری گل‌ها (۱۸۹۶) (گمشده)
- لطیفه شاد (۱۸۹۶) (گمشده)
- چسباندن اعلامیه ممنوع (۱۸۹۶)
- بانوی ناپیدا (۱۸۹۶)
- یک شب وحشتناک (۱۸۹۶)
- خانه شیطان (۱۸۹۶) (یکی از اولین فیلم‌های ترسناک تاریخ سینما)
- کابوس (۱۸۹۶)
- بر روی بام‌ها (۱۸۹۷)
- آرایشگر و دهقان (۱۸۹۷)
- نبرد دریایی در یونان (۱۸۹۷)
- بین کاله و دوور (۱۸۹۷)
- دلقک و آدم‌ماشینی (۱۸۹۷) (گمشده)
- مهمانسرای جن‌زده (۱۸۹۷)
- شعبده کلاه‌بازی دیوانت (۱۸۹۷)
- آخرین فشنگ‌ها (۱۹۸۷)
- حومه تورناوو (۱۸۹۷)
- آزمایشگاه مفیستول (۱۸۹۷)
- توهم کیمیاگر (۱۸۹۷)
- مسلمان بامزه (۱۸۹۷) (گمشده)
- رقص در حرم (۱۸۹۷) (گمشده)
- قلعه اشباح (۱۸۹۷) (نسخه بازسازی‌شده فیلم قبلی ملی‌یس، خانه شیطان در سال ۱۸۹۶)
- پائولوی دلقک آواز می‌خواند (مجموعه‌فیلم) (۱۸۹۷) (گمشده)
- پیگمالیون و گالاتی (۱۸۹۸)
- پس از مهمانی رقص (۱۸۹۸) (اولین برهنگی شبیه‌سازی‌شده در سینما)
- غواص‌ها بر روی لاشه کشتی زیر آب (۱۸۹۸)
- فوت و فن‌های معروف مشت‌زنی (۱۸۹۸)
- جادوگر (۱۸۹۸)
- چهار کله‌شق (۱۸۹۸)
- توهم منجم (۱۸۹۸)
- وسوه آنتونی بزرگ (۱۸۹۸)
- شوالیه رازآلود (۱۸۹۹)
- سرقت مقبره کلئوپاترا (۱۸۹۹) (گمشده)
- مسیح بر بروی آب راه می‌رود (۱۸۹۹) (گمشده)
- سیندرلا (۱۸۹۹)
- احضار ارواح (۱۸۹۹)
- یک جادوگر به‌روز (۱۸۹۹)
- پرتره اسرارآمیز (۱۸۹۹)
- ماجرای دریفوس (مجوعه‌فیلم) (۱۸۹۹)
- شاه‌داماد دیلما (۱۸۹۹) (گمشده)
- ستون آتش (۱۸۹۹)
- افزایش و کاهش (۱۹۰۰)
- ژان دارک (۱۹۰۰)
- شیطان در صومعه (۱۹۰۰)
- بدبیاری‌های یک جهانگرد (۱۹۰۰)
- ارکست تک‌نفره (۱۹۰۰)
- تشکر مخاطبین (۱۹۰۰) (گمشده)
- مردی با سر لاستیکی (۱۹۰۱)
- ریش‌آبی (۱۹۰۱)
- سفر به ماه (۱۹۰۲)
- سفرهای گالیور در میان لیلیپوتی‌ها و غول‌ها (۱۹۰۲)
- رابینسون کروزوئه (۱۹۰۲)
- بدبختی هرگز به‌تنهایی نمی‌آید (۱۹۰۳)
- مهمانخانه‌ای که مردی در آن نمی‌خوابد (۱۹۰۳)
- هیولا (۱۹۰۳)
- شعله سحرآمیز (۱۹۰۳)
- فاوست در جهنم (۱۹۰۳)
- مجیک لنترن (۱۹۰۳)
- قلمرو پریان (۱۹۰۳)
- آرایشگر شهر سِویل (۱۹۰۴) (گمشده)
- پری دریایی (۱۹۰۴)
- سفر غیرممکن (۱۹۰۴)
- فرشته کریسمس (۱۹۰۴)
- جن سیاه (۱۹۰۵)
- قصر شب‌های عربی (۱۹۰۵)
- از پاریس تا مونت کارلو (۱۹۰۵)
- زیر دریا (۱۹۰۷)
- انسانیت در دوران مختلف (۱۹۰۸) (گمشده)
- خیالات بارون مانچهاوزن (۱۹۱۱)
- قرض شرف ارباب (۱۹۱۱)
- تسخیر قطب (۱۹۱۲)
- سیندرلا یا دمپایی شیشه‌ای (۱۹۱۲)
- شوالیه برف‌ها (۱۹۱۲)
- سفر خانواده بوریکون (۱۹۱۲)
- فتح لهستان (۱۹۱۲)
- شبح کوهستان سولفر (۱۹۱۲)
- داستان زندانی (۱۹۱۲)

### نسخه‌های ویدئویی موجود
با توجه به عوامل مختلف، در حال حاضر تقریباً تنها ۲۰۰ فیلم از مجموع ۵۳۱ فیلم ملی‌یس وجود دارد. ملی‌یس خود بخشی از نگاتیوهای فیلم‌هایش را از بین برد، بخشی از فیلم‌های او را ارتش فرانسه مصادره کرد و بخش بسیار بزرگی از فیلم‌ها هم به صورت طبیعی در گذر زمان از بین رفتند. طی سال‌ها نمونه‌هایی از فیلم‌های نایاب او پیدا شده‌است اما بزرگ‌ترین مرجع فیلم‌های ملی‌یس، کتابخانه کنگره آمریکا است. در سال ۱۹۰۲ گاستون ملی‌یس، برادر ژرژ که شعبه کمپانی استار فیلم در آمریکا تأسیس می‌کرد از تک تک فریم‌های فیلم‌های کمپانی استار فیلم چاپ گرفته بود. هدف او کمک به حفظ کپی رایت محصولات بود.
- ژرژ ملی‌یس: اولین جادوگر سینما (۵-دی وی دی، مجموعه ۱۷۳ فیلم)
- ژرژ ملی‌یس، دوباره!: کشف‌های جدید ۱۸۹۶–۱۹۱۱ (۲۶ فیلم پیوست به مجموعه فوق)
- فیلم‌های ژرژ ملی‌یس
- دزدی قطار و دیگر آثار اولیه
- ملی‌یس اعجاب‌انگیز
- ملی‌یس جادوگر سینما
- خاطرات من
- پیشگامان سینمای فرانسه، سری اول
- سفر به ماه

## در فرهنگ عامه
به آثار و زندگی ملی‌یس بارها در فیلم، تلویزیون و ادبیات اشاره شده‌است:
در سال ۱۹۵۲ در فیلم ملی‌یس بزرگ، زندگی ژرژ ملی‌یس در یک بیودراما به کارگردانی ژرژ فرانژو حکایت می‌شود. در این فیلم آندره ملی‌یس ایفاگر نقش پدرش است.
در آغاز فیلم دور دنیا در هشتاد روز (۱۹۵۶)، بخش‌هایی از فیلم سفر به ماه پخش شد.
فیلم ۱۹۶۷ ژان لوک گدار به نام چینی‌ها، کاراکتر گیوم (با بازی ژان-پیر لئو) در یک سخنرانی در باب اتفاقات حال حاضر در سینمای فرانسه دربارهٔ مبتکر واقعی فیلمسازی فرانسوی بحث می‌کند: برادران لومیر یا ملی‌یس؟ گیوم استدلال می‌کند که ملی‌یس مبتکر واقعی سنت فیلمسازی حال حاضر سینمای فرانسه بود.
در ساخت موزیک ویدئو بهشت برای همه (۱۹۹۵)کوئین، از بخش‌هایی از فیلم‌های سفر به ماه و سفر غیرممکن استفاده شد.
موزیک ویدئو امشب، امشب گروه اسمشینگ پامپکینز است به یاد به ملی‌یس و فیلم سفر به ماه او ساخته شده‌است. این موزیک ویدئو یکی از بزرگ‌ترین موزیک ویدئوهای تمام دورانها شناخته می‌شود.
در آخرین قسمت از مینی سریال شبکه اچ بی او به نام از زمین به ماه، چکی کارژو در نقش ملی‌یس ظاهر شد.
نقش ملی‌یس در تاریخ سینما الهام بخش برایان سلزنیک در رمان مصور اختراع هوگو کاباره بود. مارتین اسکورسیزی در سال ۲۰۱۱ فیلم هوگو
را با اقتباس از این کتاب ساخت. در این اثر بن کینگزلی در نقش ملی‌یس ظاهر شد.
اجرای کیتی پری در مراسم جایزه موسیقی بیلبورد ۲۰۱۲ بر اساس سفر به ماه ملی‌یس طراحی شده بود.